# Мошћенице
Мошћенице су насељено место у саставу општине Мошћеничка Драга у Приморско-горанској жупанији, Република Хрватска.

## Историја
До територијалне реорганизације у Хрватској налазиле су се у саставу старе општине Опатија.

## Становништво
На попису становништва 2011. године, Мошћенице су имале 301 становника.

## Попис1991.
На попису становништва 1991. године, насељено место Мошћенице је имало 325 становника, следећег националног састава:
| Попис 1991.‍  | Попис 1991.‍  | Попис 1991.‍ | Попис 1991.‍ | Попис 1991.‍ |
| ------------ | ------------ | ----------- | ----------- | ----------- |
|              |              |             |             |             |
| Хрвати       | Хрвати       |             | 310         | 95,38%      |
| Словенци     | Словенци     |             | 5           | 1,53%       |
| Немци        | Немци        |             | 2           | 0,61%       |
| Италијани    | Италијани    |             | 1           | 0,30%       |
| Југословени  | Југословени  |             | 1           | 0,30%       |
| Македонци    | Македонци    |             | 1           | 0,30%       |
| неопредељени | неопредељени |             | 2           | 0,61%       |
| регион. опр. | регион. опр. |             | 2           | 0,61%       |
| непознато    | непознато    |             | 1           | 0,30%       |
| укупно: 325  |              |             |             |             |